# Odznak
Odznak je drobný symbolický předmět, který se nejčastěji nosí na šatech, na čepici nebo na klobouku a kterým se nositel určuje nebo identifikuje. Může vyjadřovat jeho odbornost, služební postavení, zásluhy, ale také příslušnost ke státu, k náboženské společnosti, k městu nebo spolku. Nositelé vyznamenání nosí příslušné odznaky nebo stužky, vojáci a policisté nosí na uniformě hodnostní odznak, někdy i odznak své zbraně nebo útvaru. Nošení některých odznaků je zákonem vyhrazeno určitým osobám, zejména pokud je s odznakem spojena nějaká pravomoc (policista, revizor atd.)

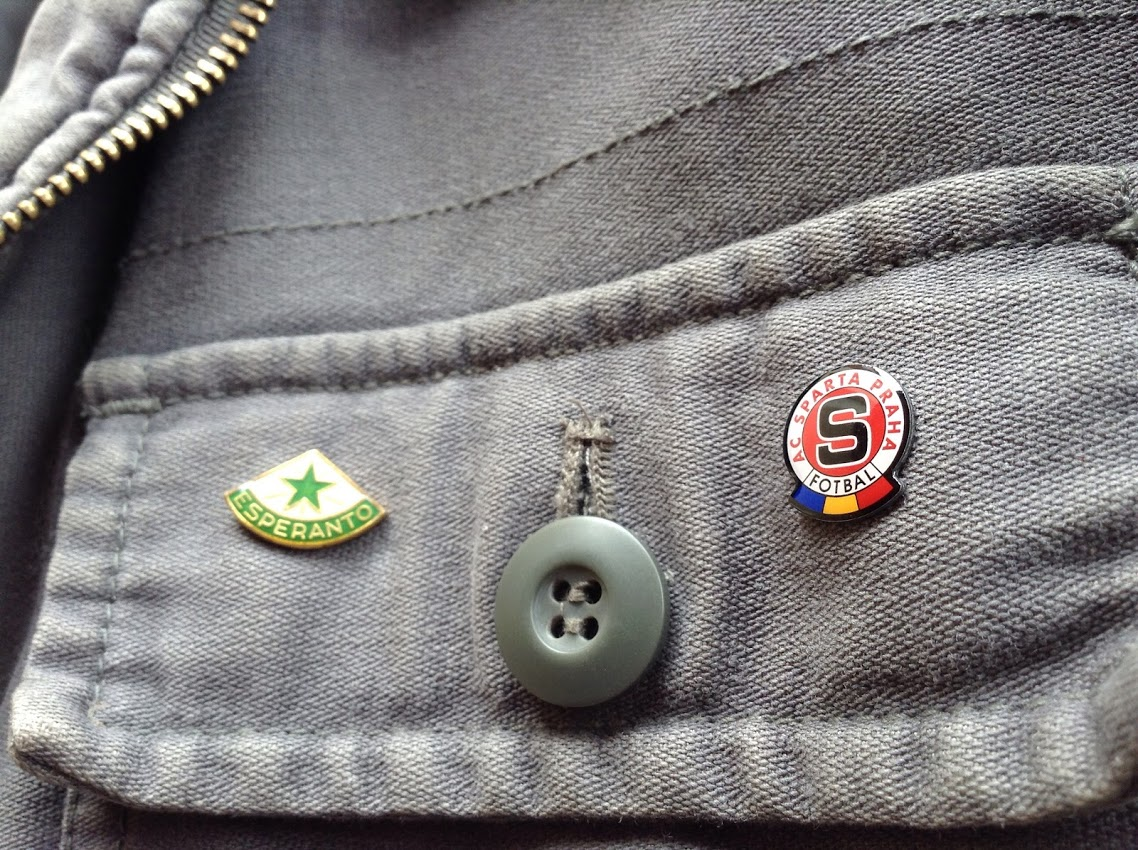
Odznak AC Sparta Praha a Esperanto.

Odznak může být z látky nebo kůže a pak se na oděv našívá (např. skautské odznaky ve formě nášivek), nebo je kovový či plastikový a je opatřen jehlou či špendlíkem, aby se dal k oděvu připíchnout.

## Historie
Nejstarší známé odznaky patřily římské armádě (signa), nosily se na šatech a vyjadřovaly vyznamenání, hodnost nebo příslušnost k oddílu. Ve středověku se užívaly odznaky světských i církevních hodností (stuhy, třapce aj.), ale zvláštní odznak nosili i poutníci do Compostely (mušle hřebenatka jakubská, Pecten jacobaeus). Velký význam dostaly odznaky se zavedením vojenských uniforem, kdy bylo třeba rozlišit hodnosti, odbornosti a podobně. Od 19. století se nosily odznaky náboženských, stavovských, sportovních a politických organizací a spolků. Koncem 20. století se rychle rozšířily tzv. placky, které mohou vyjadřovat sympatie nebo příslušnost nositele k nějakému směru či hnutí, ale mohou nést i krátkou vtipnou průpovídku nebo kresbu.

## Odznak hlavy státu

### Monarchie
V monarchiích jsou používány korunovační klenoty jako odznak panovníka a jeho moci.  Používají se zejména při slavnostních situacích země či státu, při korunovaci panovníka, nejvýznamnějších aktech jeho vlády nebo při významných výročích státu. 

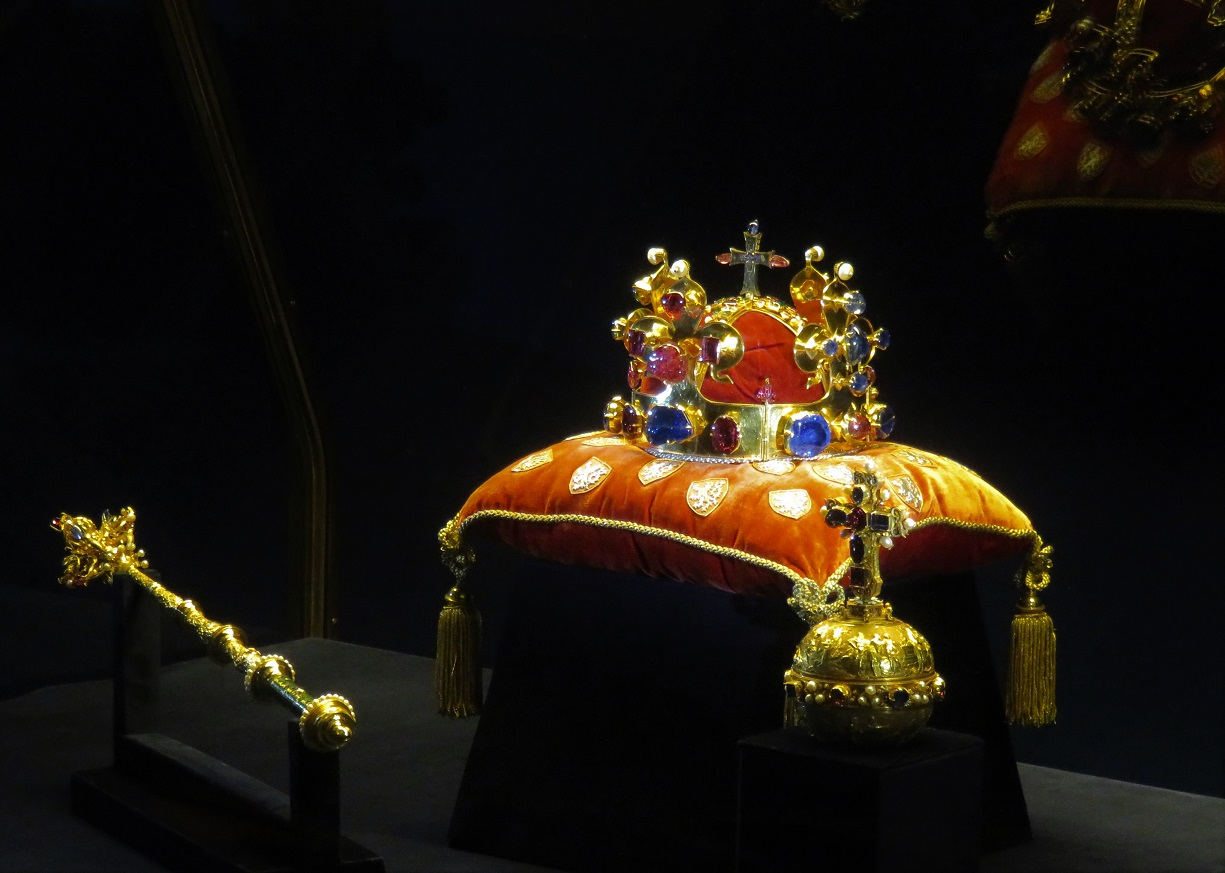
Korunovační klenoty Českého království
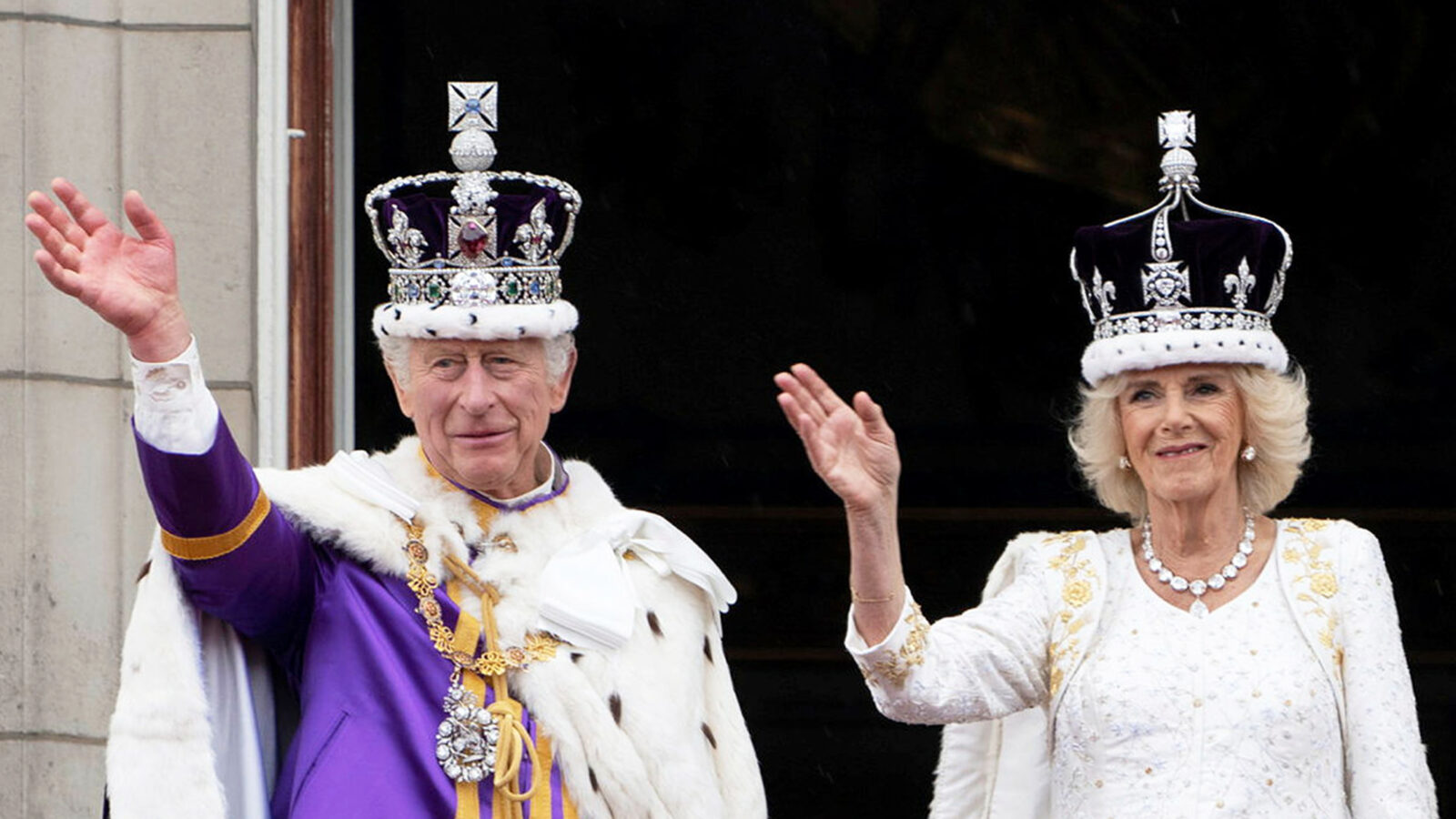
Britský král Karel III. a královna Camilla, 2023

### Republika
V některých republikách jsou rovněž používány odznaky hlavy státu (typicky prezidenta), jedná se například o šerpu.

Šerpa prezidenta Argentiny
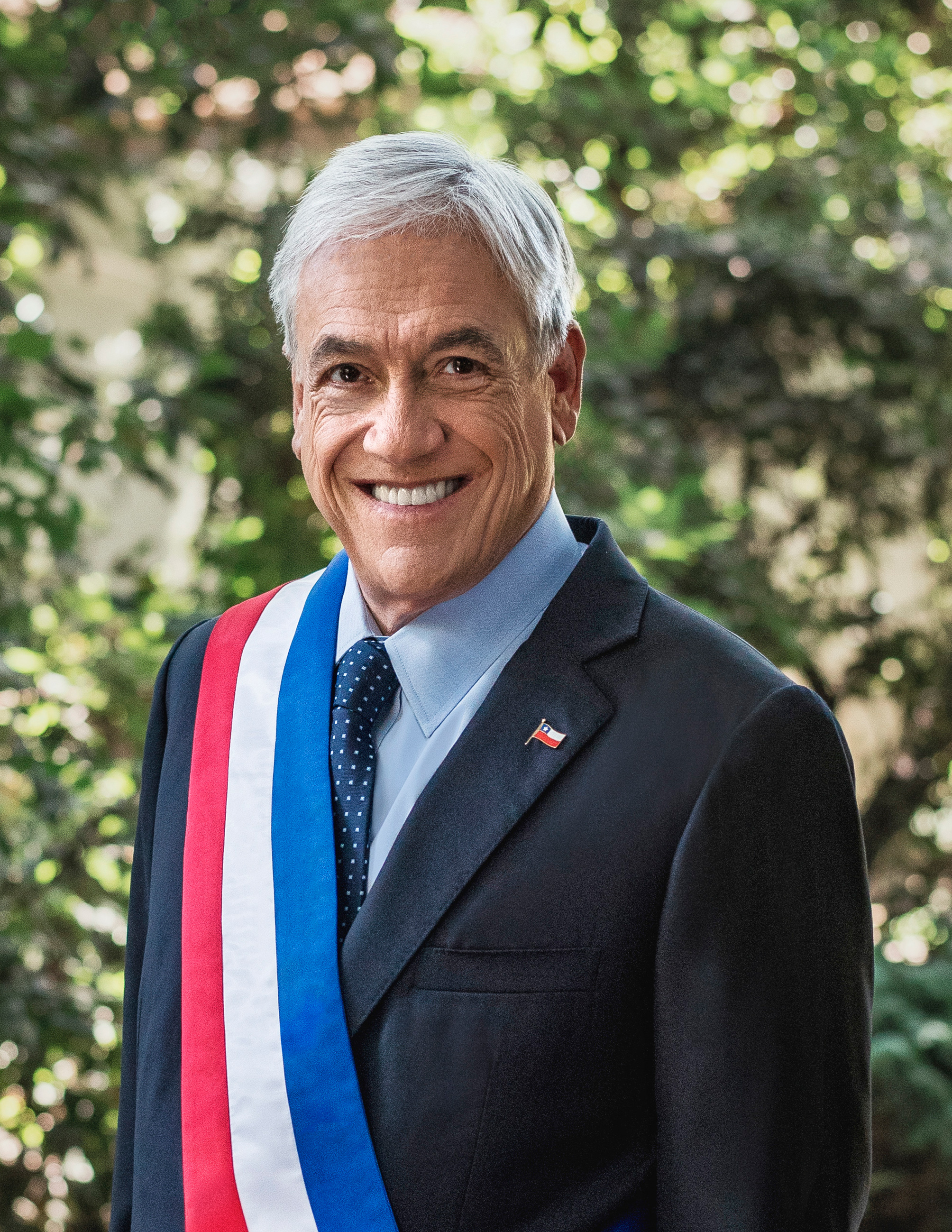
Sebastián Piñera se šerpou prezidenta Chile, 2018

## Odznak představitelů samosprávy

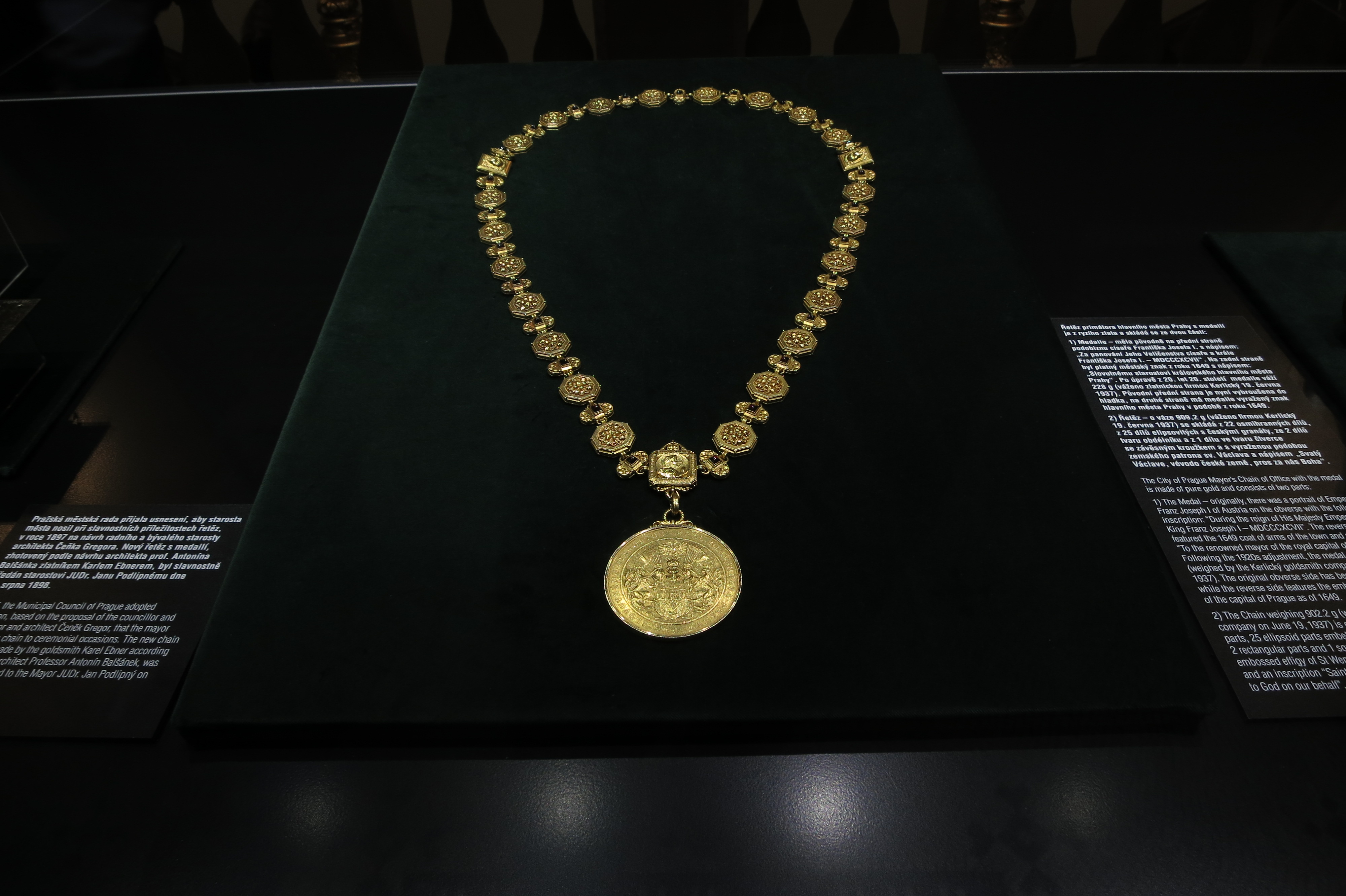
Řetěz primátora hlavního města Prahy

### Česká republika
V České republice používají vrcholní představitelé obecní samosprávy závěsné odznaky s velkým státním znakem ČR. Takovýto odznak se nazývá starostenský řetěz, nebo v případě statutárních měst primátorský řetěz. Starosta či primátor má právo užívat tento odznak při významných příležitostech a občanských obřadech (například oddává-li sňatek). Rada obce může stanovit, v kterých případech může tento odznak užívat jiný člen zastupitelstva obce nebo tajemník obecního úřadu.

## Policejní odznak
Příslušníci policejních složek zpravidla prokazují svou příslušnost k policii služebním odznakem, často ve tvaru hvězdy.

### Česká republika
Podle zákona o policii je policista při provádění úkonu povinen prokázat svou příslušnost k policii služebním stejnokrojem, služebním průkazem nebo odznakem policie, na kterých musí být zřetelně viditelné identifikační číslo.
- Uniformovaní policisté prokazují příslušnost identifikačním číslem (šestimístným), které je spojeno s plastickým provedením symbolu policie, které nosí na levé straně hrudi příslušné součástky stejnokroje. Policista vykonávající službu v občanském oděvu může identifikační číslo umístit obdobně na oděvní součástku nebo zavěsit na krk.
- Příslušníci kriminální policie používají odznak policie, který nosí skrytě a při prokazování předkládají k nahlédnutí lícovou stranu odznaku s identifikačním číslem (pětimístným), aniž by jej vydali z ruky. Design odznaku byl změněn v roce 2015 z důvodu velkého množství padělků.[8]

Symbol Policie ČR v podobě osmicípé hvězdy
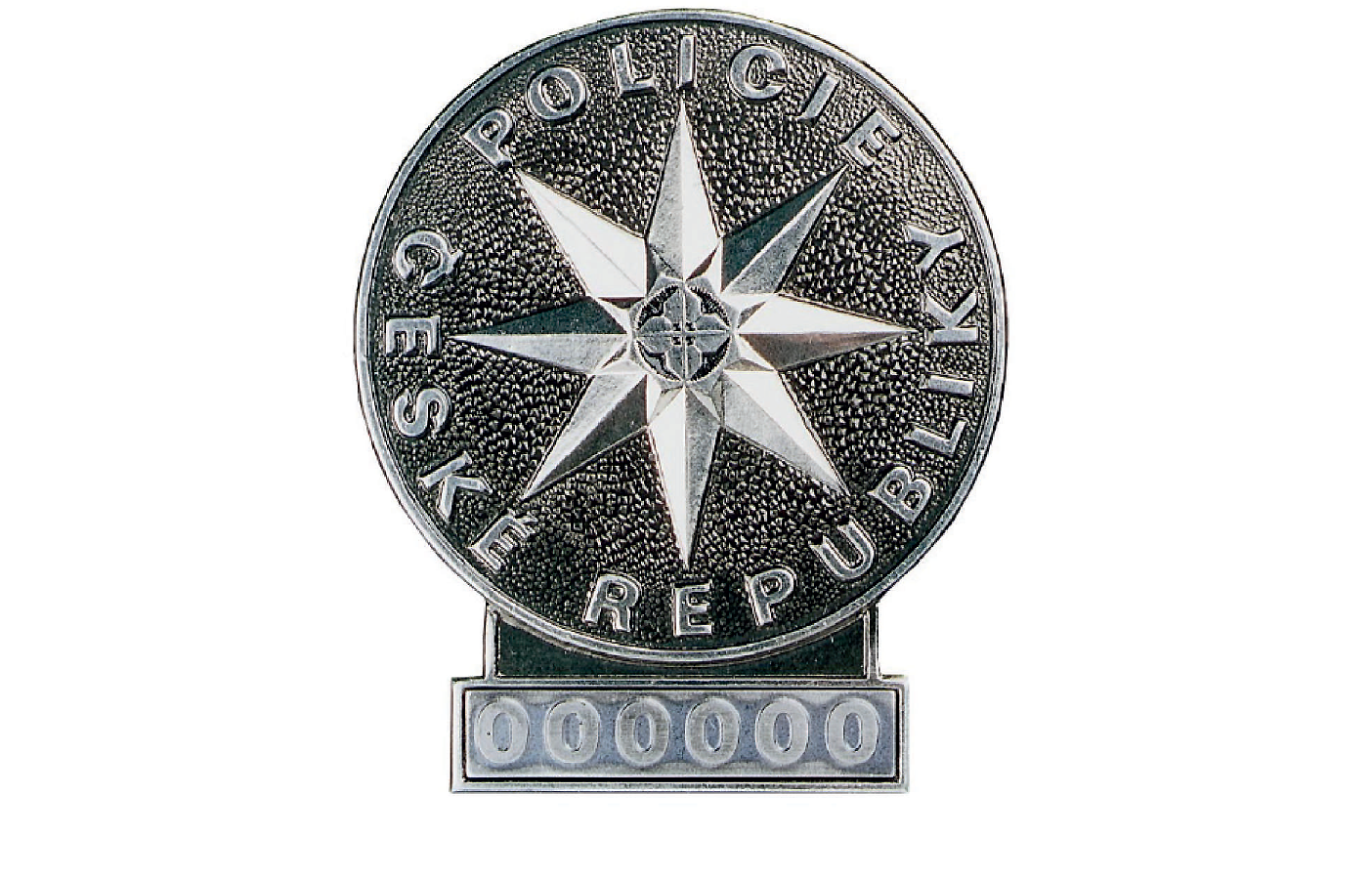
Identifikační číslo spojené s plastickým provedením symbolu policie
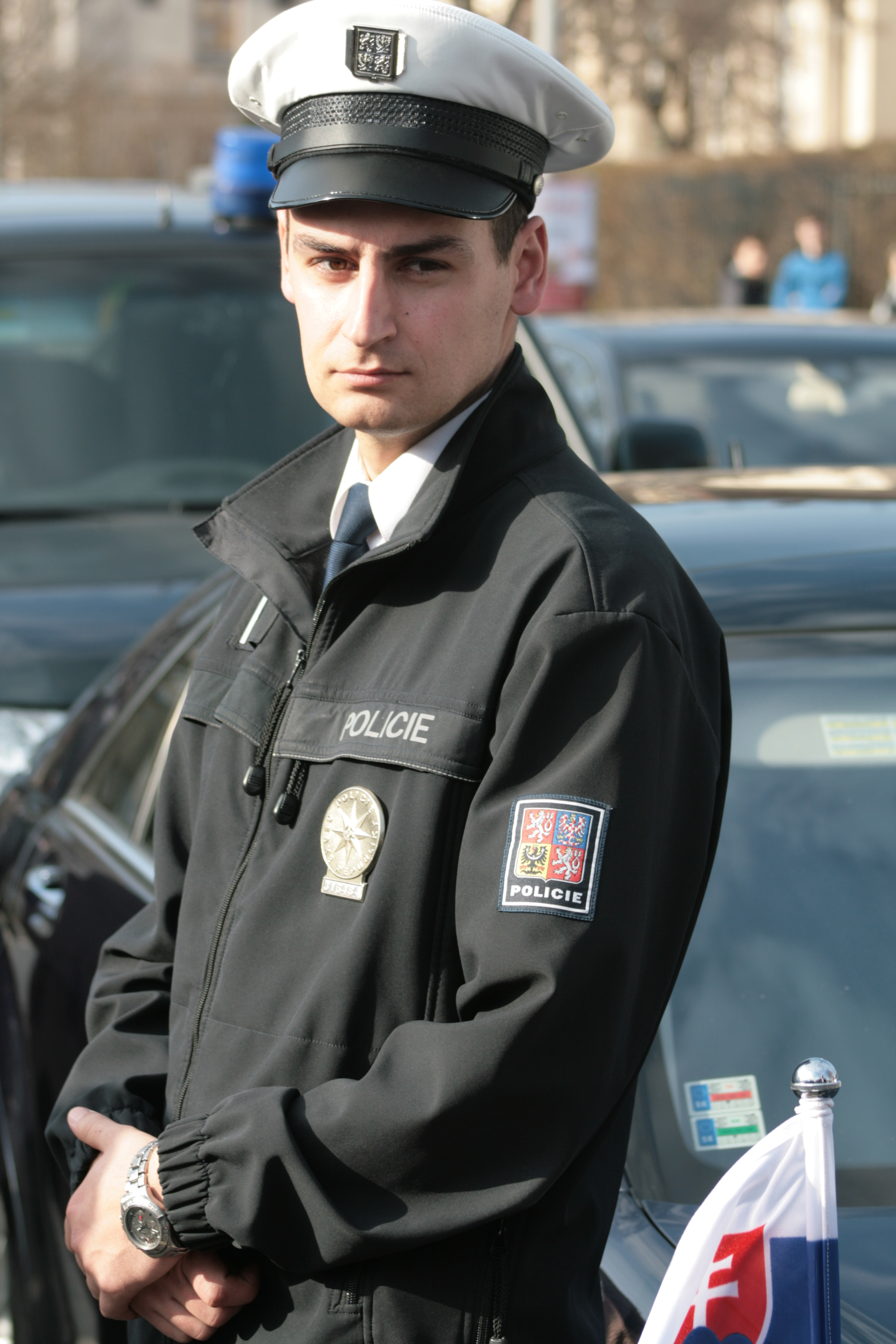
Policista se symbolem policie na levé straně prsou, 2013
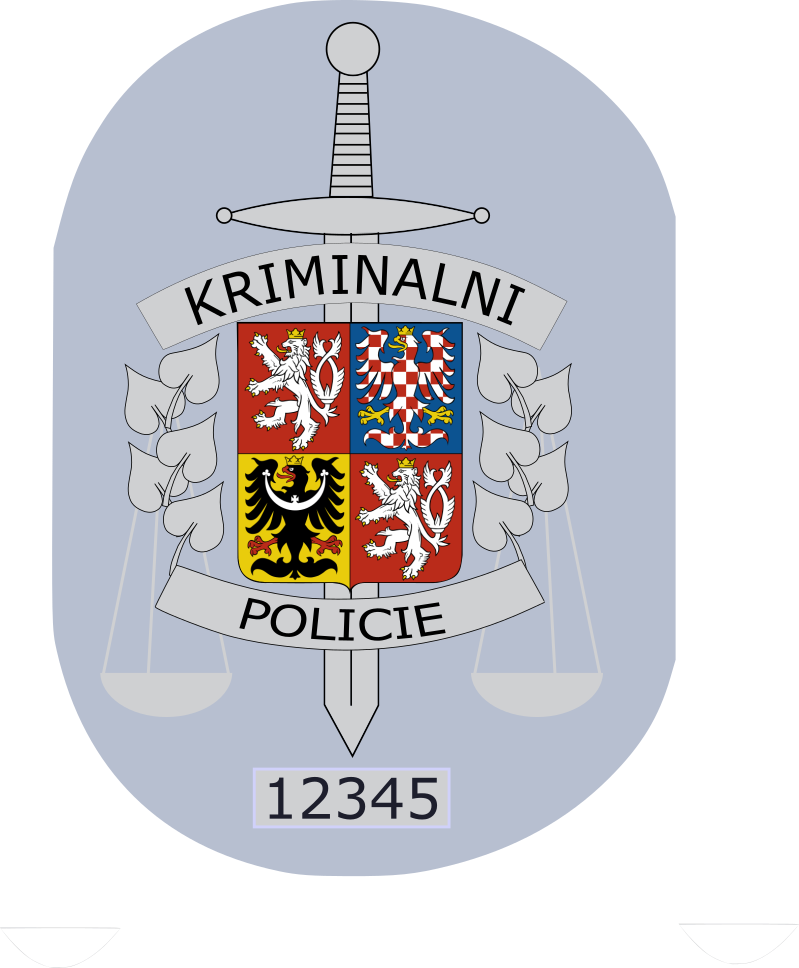
Odznak policie (platný 1992—2002)
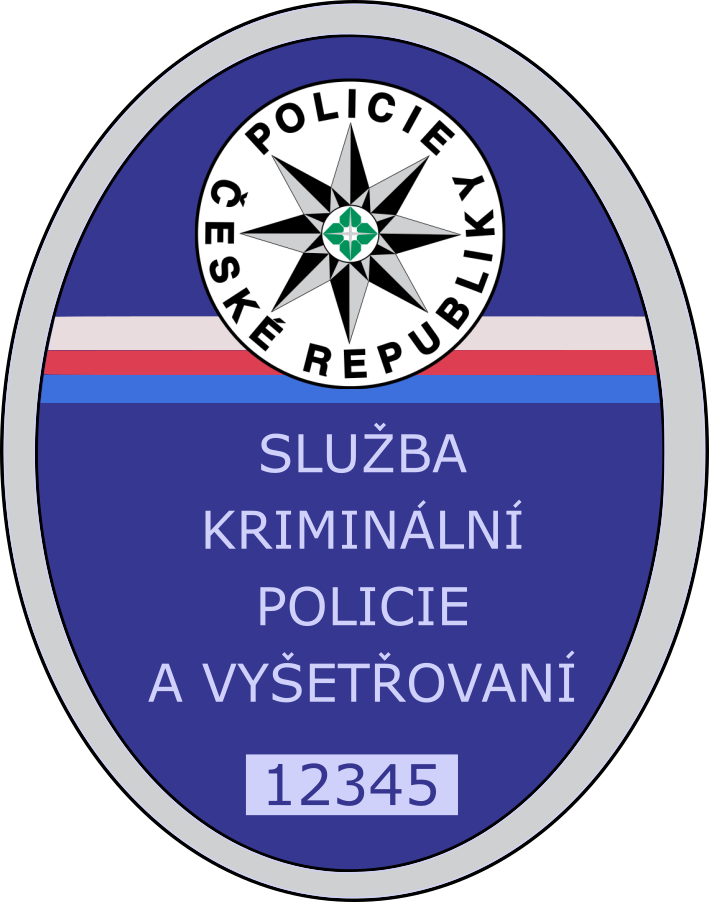
Odznak policie (platný 2002—2015)
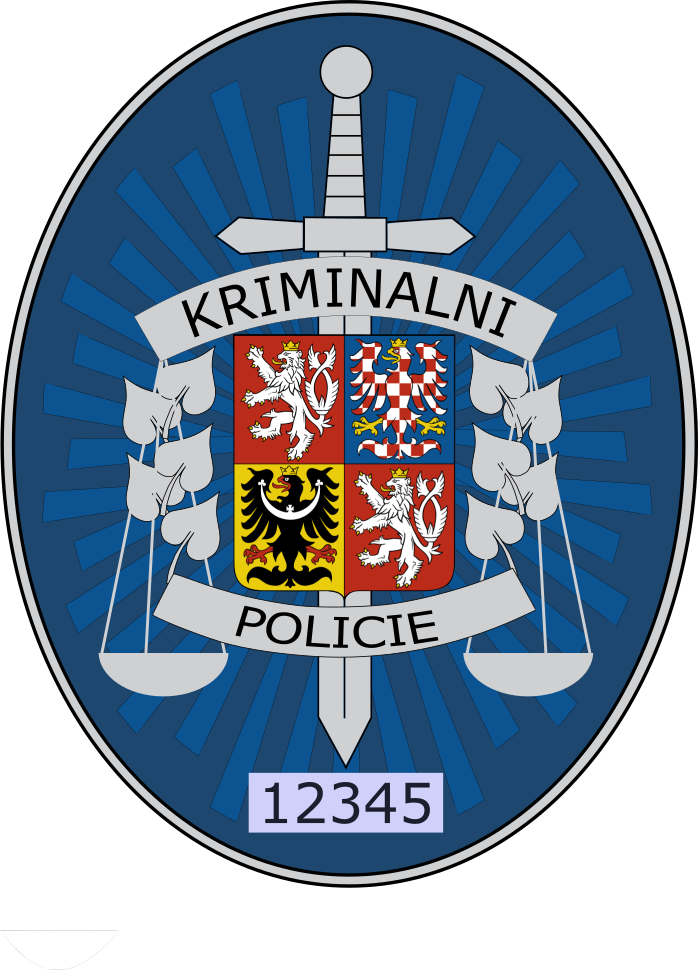
Odznak policie (platný od 2015)

### Spojené státy americké
Ve Spojených státech amerických je tradičně symbol pěti- či šesticípé hvězdy používán pro příslušníky federálních, státních i místních policejních složek. 

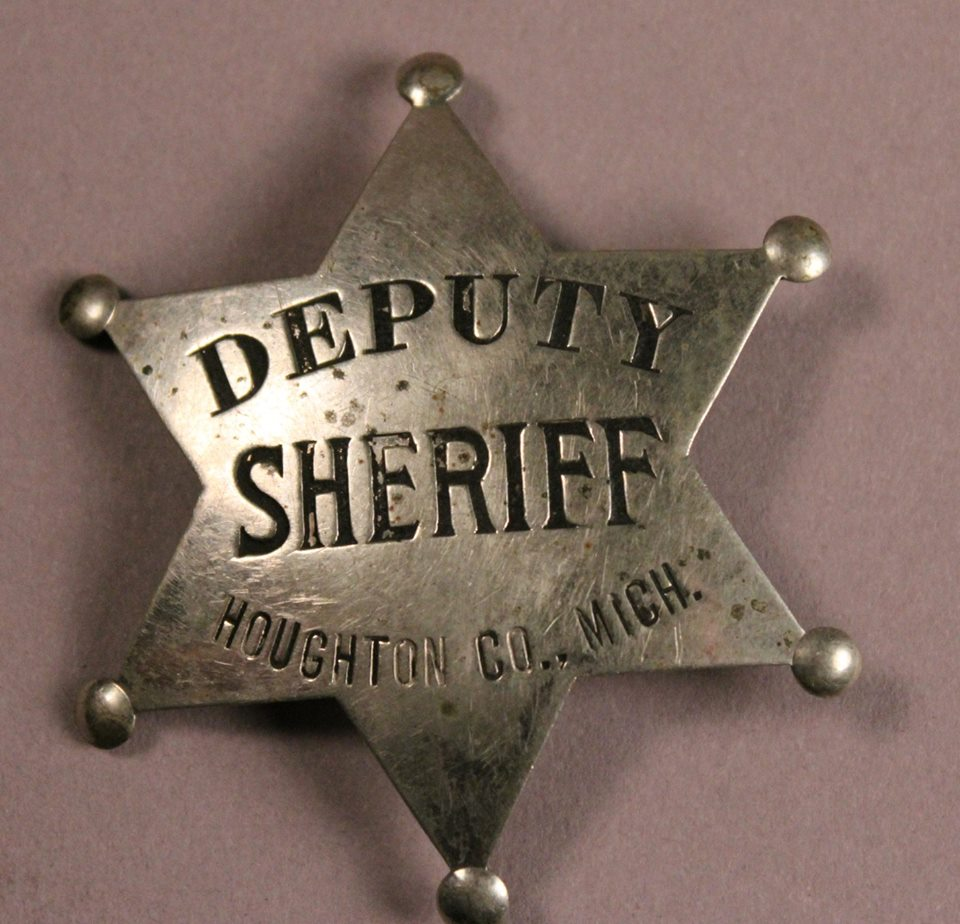
Odznak šerifa Houghton County z roku 1913
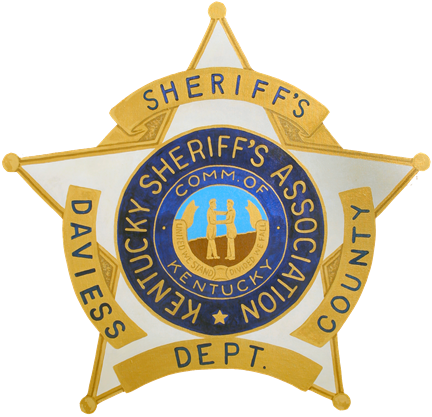
Logo úřadu šerifa Daviess County z roku 2011
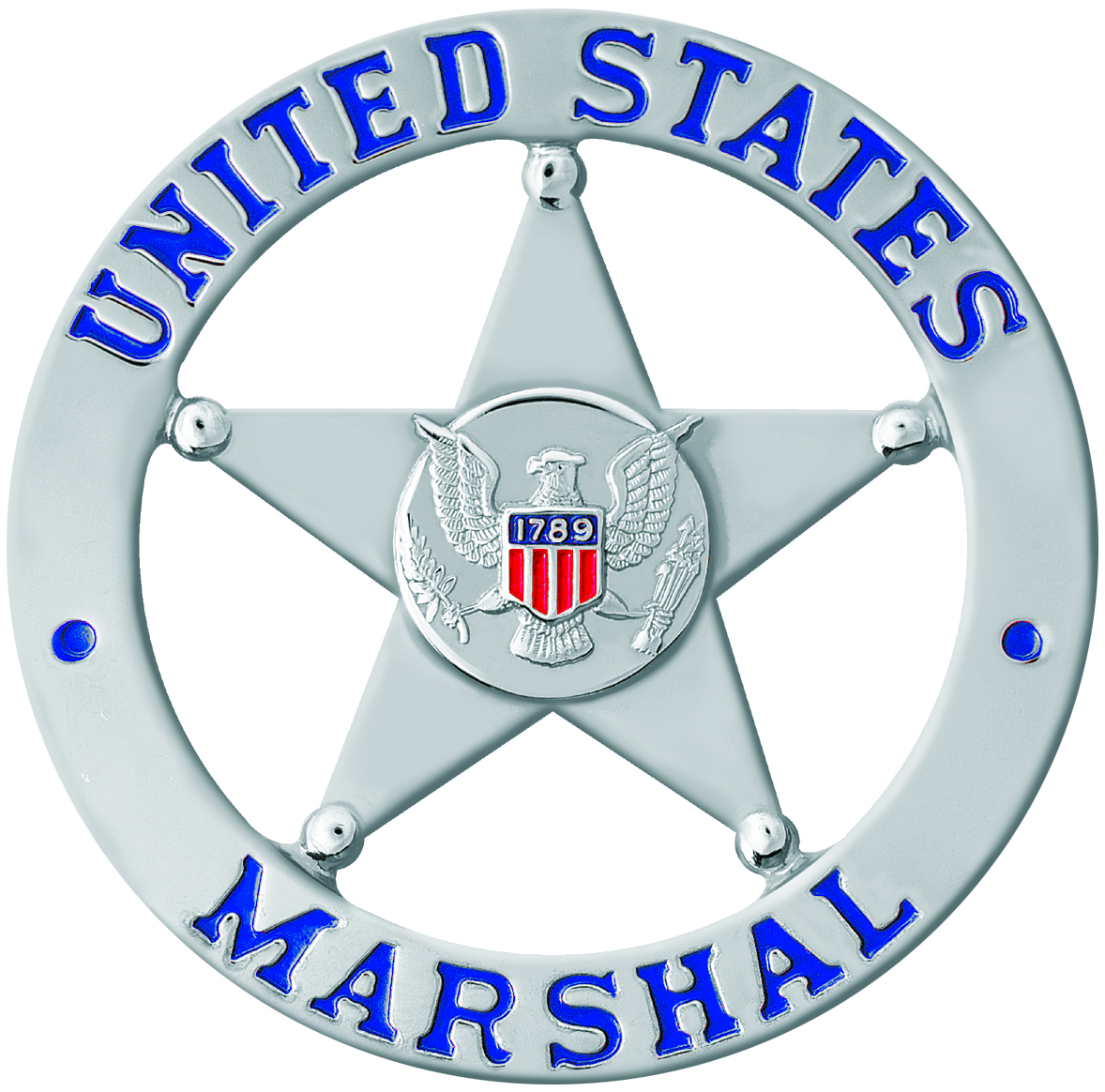
Odznak federálních maršálů, 2008
Logo Tajné služby USA
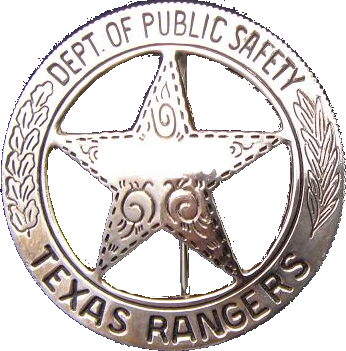
Odznak Texaských Rangerů
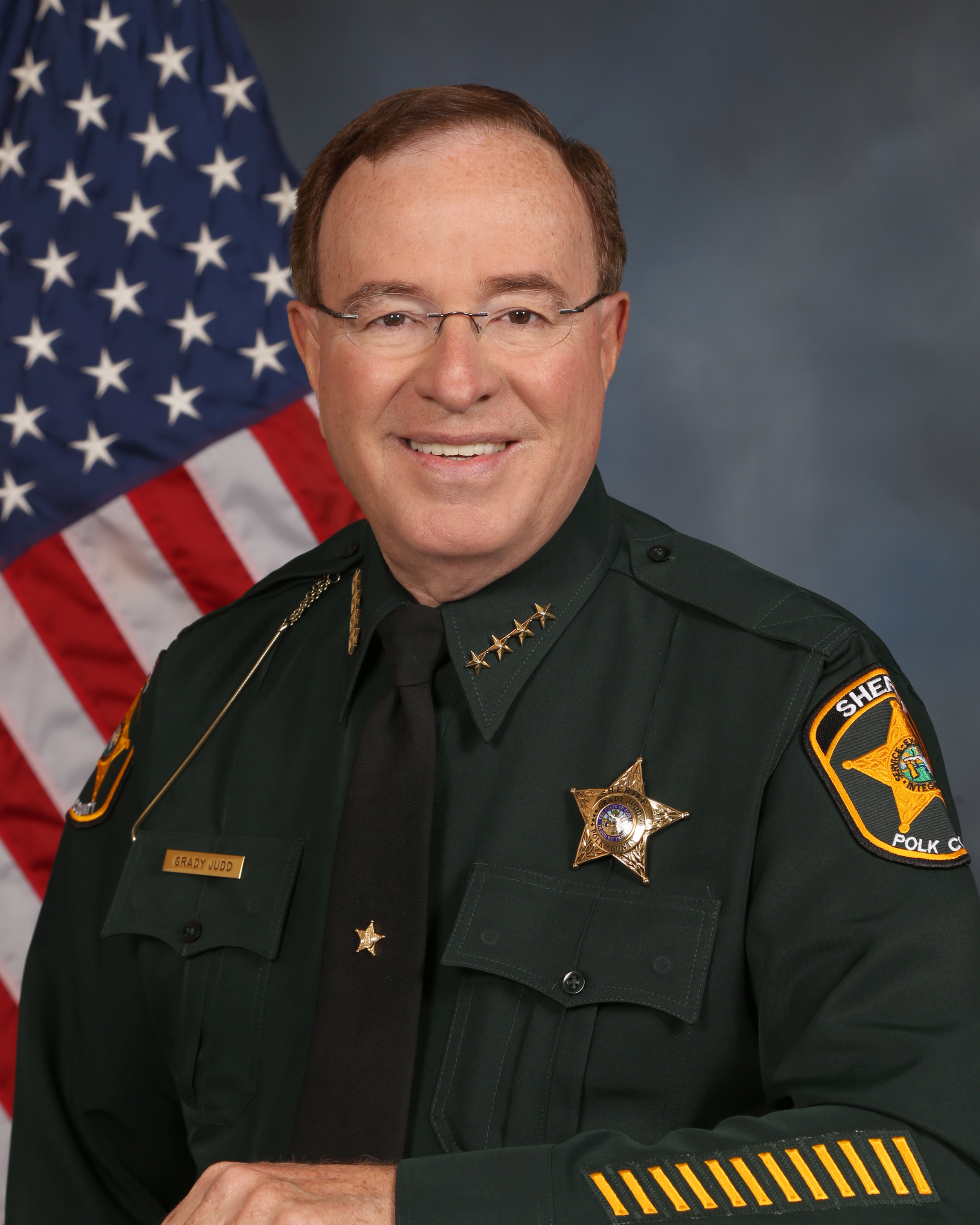
Floridský šerif Grady Judd s odznakem na levé straně prsou, 2021